# قلعة كرويه
```
قلعة كرويه
 
(
بالألبانية
: Kalaja e Krujës)
 هي قلعة في مدينة 
كرويه
، 
ألبانيا
، و تعتبر مركز تمرد 
اسكندر بك
 ضد 
الإمبراطورية العثمانية
. يوجد داخل القلعة تكية 
بكتاشية
، ومتحف إسكندر بك الوطني، وما تبقى من 
مسجد السلطان محمد الفاتح في كرويه
، والمتحف الإثنولوجي، وحمام تركي.
```

## التاريخ
خلال الثورة الألبانية 1432-1436، حوصرت المدينة من قبل أندريا ثوبيا، لكن لم يكن الحصار ناجحاً وظل الحكم العثماني على المدينة. بعد تمرد إسكندر بك في عام 1443، صمدت القلعة لثلاثة حصارات ضخمة من الأتراك على التوالي في 1450 و 1466 و 1467، على الرغم من أن القوات الحامية للقلعة كانت لا تزيد عن 2000-3000 رجل تحت قيادة إسكندر بك. لم يستطع محمد الفاتح كسر دفاعات القلعة الصغيرة حتى عام 1478، بعد 10 سنوات من وفاة إسكندر بك.
تعتبر القلعة اليوم مركزاً للسياحة في ألبانيا، ومصدر إلهام للألبان. تقع قلعة كرويه على ارتفاع 557 متر (1,827 قدم) عن مستوى سطح البحر.

## المتاحف في القلعة

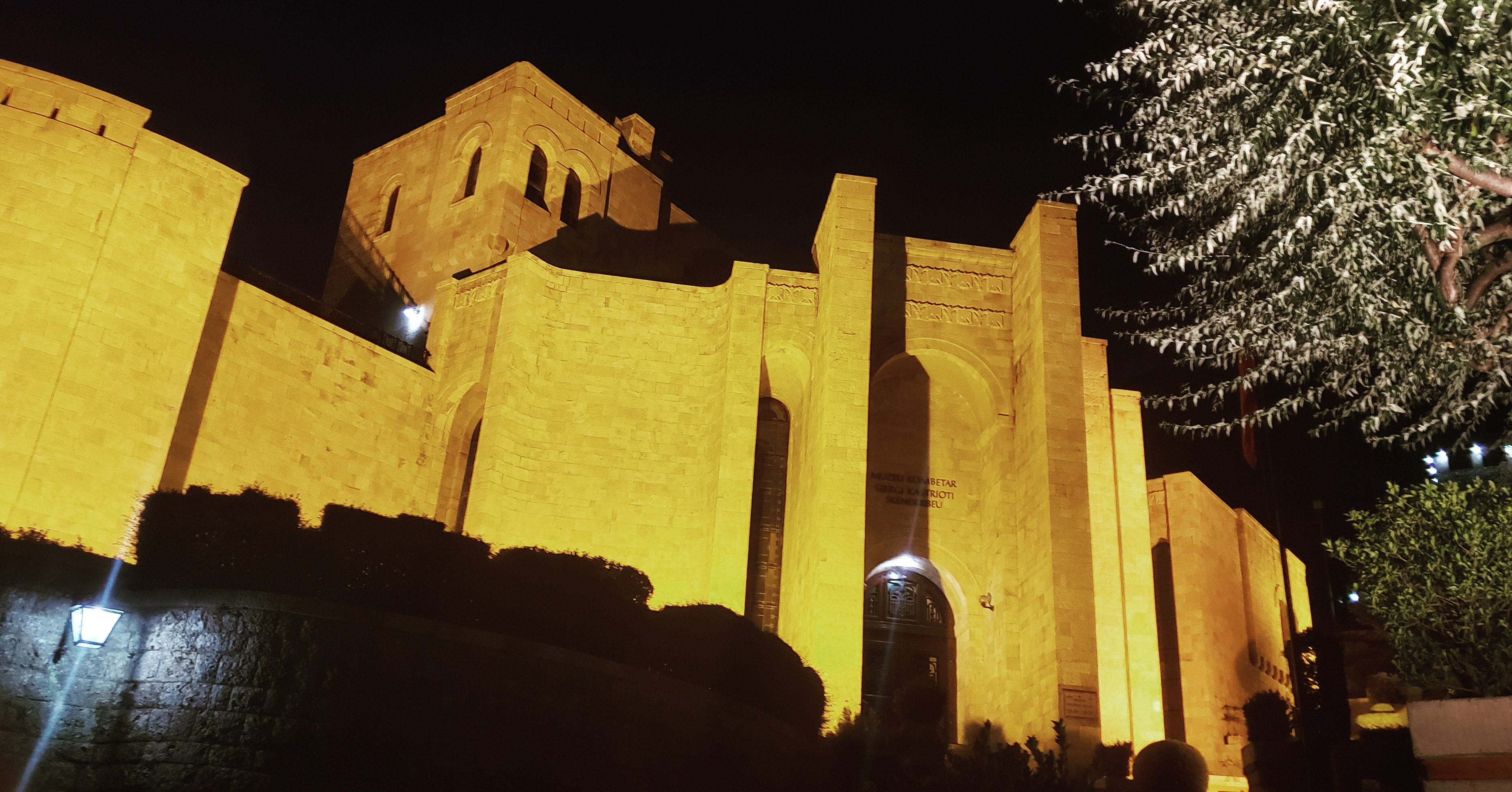
قلعة كرويه (متحف أسكندر بك الوطني)

### متحف إسكندر بك الوطني
تعتبر القلعة واحدة من أكثر الأماكن زيارة في ألبانيا، ويتم تعريف الشعب الألباني بتاريخ القلعة. في داخل القلعة يوجد متحف إسكندر بك الوطني (بالألبانية: Gjergj Kastrioti Skenderbeu). تم بناء هذا المتحف في أوائل الثمانينيات. يوجد داخل المتحف الكثير من المراجع الأصلية والوثائق والنسخ الأصلية التي تشرح تاريخ الشعب الألباني في القرن الخامس عشر. أصبح هذا المتحف رمزًا لأفق المدينة.

### المتحف الإثنوغرافي
من المعالم السياحية الأخرى يوجد المتحف الإثنوغرافي، الذي يقع في الجانب الجنوبي من قلعة كرويه. تم تصميم هذا المتحف بناءً على نموذج لمنزل من القرن التاسع عشر. يكشف عن الأساليب المستدامة للأدوات والغذاء والشراب وإنتاج الأثاث في منازل ذلك العصر. هناك أيضًا لوازم خشبية ومعدنية قديمة تمثل نمط الحياة في القلعة في ذلك الوقت.

## إرث القلعة
تم تصوير القلعة على الورقة النقدية الألبانية 1000 ليك في أعوام 1992-1996، والعملة الورقية 5000 ليك الصادرة منذ عام 1996.

## روابط خارجية
- قصة قلعة كرويه (لغة إنجليزية)